# KHL (2020/2021)
Sezon KHL 2020/2021 – trzynasty sezon ligi KHL rozgrywany na przełomie 2020 i 2021.

## Kluby uczestniczące
Na początku kwietnia 2020 ogłoszono, że Admirał Władywostok zrezygnował ze zgłoszenia wniosku o uczestnictwo w sezonie 2020/2021 (przyczyną było zawieszenie finansowania sportu drużyn sportowych przez władze Kraju Nadmorskiego podczas trwającej pandemii wirusa COVID-19, aczkolwiek zadeklarowano powrót do KHL w edycji 2021/2022).
7 sierpnia 2020 władze ligi oficjalnie potwierdziły udział 23 drużyn w sezonie.
Nastąpiły zmiany w strukturze ligowej, zgodnie z którymi drużyna Torpedo po jednym sezonie została ponownie przeniesiona do Konferencji Wschód, Sibir przesunięto do Dywizji Czernyszowa w miejsce Admirała, Dinamo Ryga i Dinamo Moskwa do Dywizji Tarasowa w miejsce HK Soczi i Witiazia Podolsk.
| Konferencja Zachód      | Konferencja Zachód | Konferencja Wschód         | Konferencja Wschód  |
| Dywizja Bobrowa         | Dywizja Tarasowa   | Dywizja Charłamowa         | Dywizja Czernyszowa |
| ----------------------- | ------------------ | -------------------------- | ------------------- |
| Jokerit                 | CSKA Moskwa        | Ak Bars Kazań              | Amur Chabarowsk     |
| Siewierstal Czerepowiec | Dinamo Moskwa      | Awtomobilist Jekaterynburg | Awangard Omsk       |
| SKA Sankt Petersburg    | Dinamo Ryga        | Mietałłurg Magnitogorsk    | Barys Nur-Sułtan    |
| HK Soczi                | Dynama Mińsk       | Nieftiechimik Niżniekamsk  | Kunlun Red Star     |
| Spartak Moskwa          | Łokomotiw Jarosław | Torpedo Niżny Nowogród     | Saławat Jułajew Ufa |
| Witiaź Podolsk          |                    | Traktor Czelabińsk         | Sibir Nowosybirsk   |

## Sezon zasadniczy
W maju 2020 władze KHL ogłosiły wstępnie możliwość startu sezonu w dniu 2 września 2020 z zastrzeżeniem, że zależeć to będzie od aktualnego stanu związanego z pandemią wirusa COVID-19, która skutkowała przedwczesnym zakończeniem sezonu 2019/2020.
7 sierpnia 2020 ogłoszono kalendarz, według którego sezon zasadniczy zaplanowano na okres od 2 września 2020 do 27 lutego 2021. Każda z drużyn ma rozegrać 60 spotkań.
W drugim dniu rozgrywek drużyna Jokeritu nie stawiła się na meczu z Dynama Mińsk, za co została ukarana walkowerem.

### Puchar Otwarcia
W pierwszym meczu sezonu o Puchar Otwarcia 2 września 2020 uznany mistrzem w poprzedniej edycji CSKA Moskwa zmierzył się z wicemistrzem Ak Barsem Kazań. Wygrali goście 2:3 po dogrywce.

### Mecz Gwiazd
Pod koniec września 2020 ogłoszono, że Mecz Gwiazd KHL – zaplanowany do rozegrania 24 stycznia 2021 w Rydze – został odwołany z powodu pandemii COVID-19 i przesunięty na rok 2022.

### Statystyki indywidualne
Statystyki zaktualizowane po zakończeniu rundy zasadniczej.
Zawodnicy z pola łącznie
| Gole                         | Gole | Asysty                        | Asysty | Punkty                        | Punkty |
| ---------------------------- | ---- | ----------------------------- | ------ | ----------------------------- | ------ |
| Dmitrij Jaškin (Din. Moskwa) | 38   | Wadim Szypaczow (Din. Moskwa) | 47     | Wadim Szypaczow (Din. Moskwa) | 67     |
| Teemu Hartikainen (Saławat)  | 28   | Brian O’Neill (Jokerit)       | 42     | Teemu Hartikainen (Saławat)   | 64     |
| Stéphane Da Costa (Ak Bars)  | 27   | Damir Żafiarow (Torpedo)      | 40     | Damir Żafiarow (Torpedo)      | 61     |
| Shane Prince (Mińsk)         | 25   | Teemu Hartikainen (Saławat)   | 36     | Dmitrij Jaškin (Din. Moskwa)  | 60     |
| Reid Boucher (Awangard)      | 24   | Jori Lehterä (Spartak)        | 35     | Stéphane Da Costa (Ak Bars)   | 57     |

Obrońcy
| Gole                           | Gole | Asysty                           | Asysty | Punkty                           | Punkty |
| ------------------------------ | ---- | -------------------------------- | ------ | -------------------------------- | ------ |
| Darren Dietz (Barys)           | 17   | Brennan Menell (Mińsk)           | 33     | Chris Wideman (Torpedo)          | 41     |
| Nick Bailen (Traktor)          | 13   | Chris Wideman (Torpedo)          | 32     | Brennan Menell (Mińsk)           | 38     |
| Oliwer Kaski (Awangard)        | 13   | Andriej Siergiejew (Din. Moskwa) | 30     | Darren Dietz (Barys)             | 37     |
| Michal Čajkovský (Din. Moskwa) | 12   | Philip Larsen (Saławat)          | 25     | Andriej Siergiejew (Din. Moskwa) | 36     |
| Philip Larsen (Saławat)        | 10   | Emil Djuse (Spartak)             | 28     | Nick Bailen (Traktor)            | 35     |

Bramkarze
| Skuteczność interwencji (w %)       | Skuteczność interwencji (w %) | Średnia goli straconych (na mecz)   | Średnia goli straconych (na mecz) | Mecze bez straty gola               | Mecze bez straty gola |
| ----------------------------------- | ----------------------------- | ----------------------------------- | --------------------------------- | ----------------------------------- | --------------------- |
| Aleksandr Jeriomienko (Din. Moskwa) | 93,6                          | Lars Johansson (CSKA)               | 1,59                              | Jakub Kovář (Awtomobilist)          | 8                     |
| Juho Olkinuora (Mietałłurg)         | 93,5                          | Aleksandr Jeriomienko (Din. Moskwa) | 1,75                              | Edward Pasquale (Łokomotiw)         | 5                     |
| Lars Johansson (CSKA)               | 93,2                          | Adam Reideborn (Ak Bars)            | 1,82                              | Emil Garipow (Awangard/Din. Moskwa) | 4                     |
| Adam Reideborn (Ak Bars)            | 93,1                          | Magnus Hellberg (SKA)               | 1,89                              | Lars Johansson (CSKA)               | 4                     |
| Magnus Hellberg (SKA)               | 93,0                          | Juho Olkinuora (Mietałłurg)         | 1,90                              | Aleksandr Jeriomienko (Din. Moskwa) | 4                     |

Pozostałe
| Klasyfikacja +/-              | Klasyfikacja +/- | Zwycięskie gole               | Zwycięskie gole | Minuty kar                   | Minuty kar |
| ----------------------------- | ---------------- | ----------------------------- | --------------- | ---------------------------- | ---------- |
| Brian O’Neill (Jokerit)       | +30              | Dmitrij Jaškin (Din. Moskwa)  | 9               | Patrice Cormier (Ak Bars)    | 109        |
| Klas Dahlbäck (CSKA)          | +28              | Shane Prince (Mińsk)          | 9               | Lukáš Sedlák (Traktor)       | 95         |
| Wadim Szypaczow (Din. Moskwa) | +28              | Teemu Hartikainen (Saławat)   | 7               | Andriej Piedan (Ak Bars)     | 87         |
| Dmitrij Jaškin (Din. Moskwa)  | +25              | Reid Boucher (Awangard)       | 7               | Oscar Lindberg (Din. Moskwa) | 80         |
| Dmitrij Samorukow (CSKA)      | +24              | Wadim Szypaczow (Din. Moskwa) | 6               | Bogdan Kisielewicz (CSKA)    | 75         |

- Pierwsze miejsce w klasyfikacji średniego czasu gry w meczu wśród obrońców:  Brennan Menell (Mińsk) – 24,06 min.
- Pierwsze miejsce w klasyfikacji średniego czasu gry w meczu wśród napastników:  Sakari Manninen (Saławat) – 21,12 min.
- Pierwsze miejsce w klasyfikacji liczby zablokowanych strzałów:  Aleksiej Jemielin (Awangard) – 174
- Pierwsze miejsce w klasyfikacji wykonanych uderzeń ciałem:  Dmitrij Jaškin (Din. Moskwa) – 202

## Faza play-off
Fazę play-off zaplanowano na dni od 2 marca do 28 kwietnia 2021.

### Schemat play-off
|  |                          |                            |                          |                         |   |                       |                       |                       |  |  |                    |                    |                    |  |  |                         |                         |                         |
|  | Ćwierćfinały Konferencji | Ćwierćfinały Konferencji   | Ćwierćfinały Konferencji |                         |   | Półfinały Konferencji | Półfinały Konferencji | Półfinały Konferencji |  |  | Finały Konferencji | Finały Konferencji | Finały Konferencji |  |  | Finał o Puchar Gagarina | Finał o Puchar Gagarina | Finał o Puchar Gagarina |
|  | Ćwierćfinały Konferencji | Ćwierćfinały Konferencji   | Ćwierćfinały Konferencji |                         |   | Półfinały Konferencji | Półfinały Konferencji | Półfinały Konferencji |  |  | Finały Konferencji | Finały Konferencji | Finały Konferencji |  |  | Finał o Puchar Gagarina | Finał o Puchar Gagarina | Finał o Puchar Gagarina |
|  |                          |                            |                          |                         |   |                       |                       |                       |  |  |                    |                    |                    |  |  |                         |                         |                         |
|  |                          |                            |                          |                         |   |                       |                       |                       |  |  |                    |                    |                    |  |  |                         |                         |                         |
|  | 1                        | CSKA Moskwa                | 4                        |                         |   |                       |                       |                       |  |  |                    |                    |                    |  |  |                         |                         |                         |
|  | 1                        | CSKA Moskwa                | 4                        |                         |   |                       |                       |                       |  |  |                    |                    |                    |  |  |                         |                         |                         |
|  | 8                        | Spartak Moskwa             | 0                        |                         |   |                       |                       |                       |  |  |                    |                    |                    |  |  |                         |                         |                         |
|  | 8                        | Spartak Moskwa             | 0                        |                         |   | 1                     | CSKA Moskwa           | 4                     |  |  |                    |                    |                    |  |  |                         |                         |                         |
|  |                          |                            |                          |                         |   | 1                     | CSKA Moskwa           | 4                     |  |  |                    |                    |                    |  |  |                         |                         |                         |
|  |                          |                            | 4                        | Łokomotiw Jarosław      | 3 |                       |                       |                       |  |  |                    |                    |                    |  |  |                         |                         |                         |
|  | 2                        | SKA Sankt Petersburg       | 4                        | Łokomotiw Jarosław      | 3 | 4                     |                       |                       |  |  |                    |                    |                    |  |  |                         |                         |                         |
|  | 2                        | SKA Sankt Petersburg       |                          |                         |   |                       |                       |                       |  |  |                    |                    |                    |  |  |                         |                         |                         |
|  | 7                        | Dynama Mińsk               | 1                        |                         |   |                       |                       |                       |  |  |                    |                    |                    |  |  |                         |                         |                         |
|  | 7                        | Dynama Mińsk               | 1                        |                         |   | 1                     | CSKA Moskwa           | 4                     |  |  |                    |                    |                    |  |  |                         |                         |                         |
|  | Konferencja Zachód       |                            |                          |                         |   | 1                     | CSKA Moskwa           | 4                     |  |  |                    |                    |                    |  |  |                         |                         |                         |
|  |                          |                            | 2                        | SKA Sankt Petersburg    | 2 |                       |                       |                       |  |  |                    |                    |                    |  |  |                         |                         |                         |
|  | 3                        | Dinamo Moskwa              | 2                        | SKA Sankt Petersburg    | 2 | 4                     |                       |                       |  |  |                    |                    |                    |  |  |                         |                         |                         |
|  | 3                        | Dinamo Moskwa              |                          |                         |   |                       |                       |                       |  |  |                    |                    |                    |  |  |                         |                         |                         |
|  | 6                        | Siewierstal Czerepowiec    | 1                        |                         |   |                       |                       |                       |  |  |                    |                    |                    |  |  |                         |                         |                         |
|  | 6                        | Siewierstal Czerepowiec    | 1                        |                         |   | 2                     | SKA Sankt Petersburg  | 4                     |  |  |                    |                    |                    |  |  |                         |                         |                         |
|  |                          |                            |                          |                         |   | 2                     | SKA Sankt Petersburg  | 4                     |  |  |                    |                    |                    |  |  |                         |                         |                         |
|  |                          |                            | 3                        | Dinamo Moskwa           | 1 |                       |                       |                       |  |  |                    |                    |                    |  |  |                         |                         |                         |
|  | 4                        | Łokomotiw Jarosław         | 3                        | Dinamo Moskwa           | 1 | 4                     |                       |                       |  |  |                    |                    |                    |  |  |                         |                         |                         |
|  | 4                        | Łokomotiw Jarosław         |                          |                         |   |                       |                       |                       |  |  |                    |                    |                    |  |  |                         |                         |                         |
|  | 5                        | Jokerit                    | 0                        |                         |   |                       |                       |                       |  |  |                    |                    |                    |  |  |                         |                         |                         |
|  | 5                        | Jokerit                    | 0                        |                         |   | Z                     | CSKA Moskwa           | 2                     |  |  |                    |                    |                    |  |  |                         |                         |                         |
|  |                          |                            |                          |                         |   |                       |                       |                       |  |  |                    |                    |                    |  |  |                         |                         |                         |
|  |                          |                            | W                        | Awangard Omsk           | 4 |                       |                       |                       |  |  |                    |                    |                    |  |  |                         |                         |                         |
|  | 1                        | Ak Bars Kazań              | W                        | Awangard Omsk           | 4 | 4                     |                       |                       |  |  |                    |                    |                    |  |  |                         |                         |                         |
|  | 1                        | Ak Bars Kazań              |                          |                         |   |                       |                       |                       |  |  |                    |                    |                    |  |  |                         |                         |                         |
|  | 8                        | Torpedo Niżny Nowogród     | 0                        |                         |   |                       |                       |                       |  |  |                    |                    |                    |  |  |                         |                         |                         |
|  | 8                        | Torpedo Niżny Nowogród     | 0                        |                         |   | 1                     | Ak Bars Kazań         | 4                     |  |  |                    |                    |                    |  |  |                         |                         |                         |
|  |                          |                            |                          |                         |   | 1                     | Ak Bars Kazań         | 4                     |  |  |                    |                    |                    |  |  |                         |                         |                         |
|  |                          |                            | 4                        | Saławat Jułajew Ufa     | 0 |                       |                       |                       |  |  |                    |                    |                    |  |  |                         |                         |                         |
|  | 2                        | Awangard Omsk              | 4                        | Saławat Jułajew Ufa     | 0 | 4                     |                       |                       |  |  |                    |                    |                    |  |  |                         |                         |                         |
|  | 2                        | Awangard Omsk              |                          |                         |   |                       |                       |                       |  |  |                    |                    |                    |  |  |                         |                         |                         |
|  | 7                        | Awtomobilist Jekaterynburg | 1                        |                         |   |                       |                       |                       |  |  |                    |                    |                    |  |  |                         |                         |                         |
|  | 7                        | Awtomobilist Jekaterynburg | 1                        |                         |   | 1                     | Ak Bars Kazań         | 3                     |  |  |                    |                    |                    |  |  |                         |                         |                         |
|  | Konferencja Wschód       |                            |                          |                         |   | 1                     | Ak Bars Kazań         | 3                     |  |  |                    |                    |                    |  |  |                         |                         |                         |
|  |                          |                            | 2                        | Awangard Omsk           | 4 |                       |                       |                       |  |  |                    |                    |                    |  |  |                         |                         |                         |
|  | 3                        | Mietałłurg Magnitogorsk    | 2                        | Awangard Omsk           | 4 | 4                     |                       |                       |  |  |                    |                    |                    |  |  |                         |                         |                         |
|  | 3                        | Mietałłurg Magnitogorsk    |                          |                         |   |                       |                       |                       |  |  |                    |                    |                    |  |  |                         |                         |                         |
|  | 6                        | Barys Nur-Sułtan           | 2                        |                         |   |                       |                       |                       |  |  |                    |                    |                    |  |  |                         |                         |                         |
|  | 6                        | Barys Nur-Sułtan           | 2                        |                         |   | 2                     | Awangard Omsk         | 4                     |  |  |                    |                    |                    |  |  |                         |                         |                         |
|  |                          |                            |                          |                         |   | 2                     | Awangard Omsk         | 4                     |  |  |                    |                    |                    |  |  |                         |                         |                         |
|  |                          |                            | 3                        | Mietałłurg Magnitogorsk | 2 |                       |                       |                       |  |  |                    |                    |                    |  |  |                         |                         |                         |
|  | 4                        | Saławat Jułajew Ufa        | 3                        | Mietałłurg Magnitogorsk | 2 | 4                     |                       |                       |  |  |                    |                    |                    |  |  |                         |                         |                         |
|  | 4                        | Saławat Jułajew Ufa        |                          |                         |   |                       |                       |                       |  |  |                    |                    |                    |  |  |                         |                         |                         |
|  | 5                        | Traktor Czelabińsk         | 1                        |                         |   |                       |                       |                       |  |  |                    |                    |                    |  |  |                         |                         |                         |
|  | 5                        | Traktor Czelabińsk         | 1                        |                         |   |                       |                       |                       |  |  |                    |                    |                    |  |  |                         |                         |                         |
|  |                          |                            |                          |                         |   |                       |                       |                       |  |  |                    |                    |                    |  |  |                         |                         |                         |

### Statystyki indywidualne
Statystyki zaktualizowane po zakończeniu fazy play-off.
Zawodnicy z pola łącznie
| Gole                        | Gole | Asysty                         | Asysty | Punkty                         | Punkty |
| --------------------------- | ---- | ------------------------------ | ------ | ------------------------------ | ------ |
| Maksim Szałunow (CSKA)      | 12   | Konstantin Okułow (CSKA)       | 14     | Konstantin Okułow (CSKA)       | 20     |
| Reid Boucher (Awangard)     | 8    | Siergiej Tołczinski (Awangard) | 14     | Siergiej Tołczinski (Awangard) | 20     |
| Teemu Pulkkinen (Łokomotiw) | 7    | Corban Knight (Awangard)       | 11     | Maksim Szałunow (CSKA)         | 18     |
| Kiriłł Pietrow (Ak Bars)    | 6    | Reid Boucher (Awangard)        | 9      | Reid Boucher (Awangard)        | 17     |
| Dmitrij Woronkow (Ak Bars)  | 6    | Władimir Tkaczow (SKA)         | 7      | Corban Knight (Awangard)       | 16     |

Obrońcy
| Gole                             | Gole | Asysty                           | Asysty | Punkty                           | Punkty |
| -------------------------------- | ---- | -------------------------------- | ------ | -------------------------------- | ------ |
| Andriej Siergiejew (Din. Moskwa) | 4    | Mat Robinson (CSKA)              | 7      | Andriej Siergiejew (Din. Moskwa) | 10     |
| Igor Ożyganow (SKA)              | 3    | Oliwer Kaski (Awangard)          | 7      | Mat Robinson (CSKA)              | 10     |
| Kirył Hatawiec (Awangard)        | 3    | Brennan Menell (Mińsk)           | 6      | Oliwer Kaski (Awangard)          | 10     |
| Mat Robinson (CSKA)              | 3    | Andriej Siergiejew (Din. Moskwa) | 6      | Damir Szaripzianow (Awangard)    | 8      |
| Damir Szaripzianow (Awangard)    | 3    | Aleksiej Bieriegłazow (Awangard) | 6      | Igor Ożyganow (SKA)              | 7      |

Bramkarze
| Skuteczność interwencji (w %) | Skuteczność interwencji (w %) | Średnia goli straconych (na mecz) | Średnia goli straconych (na mecz) | Mecze bez straty gola       | Mecze bez straty gola |
| ----------------------------- | ----------------------------- | --------------------------------- | --------------------------------- | --------------------------- | --------------------- |
| Šimon Hrubec (Awangard)       | 95,3                          | Lars Johansson (CSKA)             | 1,20                              | Lars Johansson (CSKA)       | 7                     |
| Timur Bilałow (Ak Bars)       | 95,3                          | Edward Pasquale (Łokomotiw)       | 1,24                              | Šimon Hrubec (Awangard)     | 5                     |
| Lars Johansson (CSKA)         | 95,2                          | Timur Bilałow (Ak Bars)           | 1,26                              | Edward Pasquale (Łokomotiw) | 4                     |
| Edward Pasquale (Łokomotiw)   | 95,1                          | Magnus Hellberg (SKA)             | 1,32                              | Juha Metsola (Saławat)      | 2                     |
| Roman Will (Traktor)          | 95,1                          | Roman Will (Traktor)              | 1,37                              | Magnus Hellberg (SKA)       | 2                     |

Pozostałe
| Klasyfikacja +/-         | Klasyfikacja +/- | Zwycięskie gole                  | Zwycięskie gole | Minuty kar                | Minuty kar |
| ------------------------ | ---------------- | -------------------------------- | --------------- | ------------------------- | ---------- |
| Maksim Szałunow (CSKA)   | +12              | Maksim Szałunow (CSKA)           | 7               | Klim Kostin (Awangard)    | 44         |
| Konstantin Okułow (CSKA) | +10              | Siergiej Tołczinski (Awangard)   | 3               | Pawieł Karnauchow (CSKA)  | 38         |
| Artiom Siergiejew (CSKA) | +9               | Stanisław Galijew (Ak Bars)      | 3               | Maksim Szałunow (CSKA)    | 37         |
| Klas Dahlbäck (CSKA)     | +9               | Wasilij Podkołzin (SKA)          | 2               | Kirył Hatawiec (Awangard) | 35         |
| Brendan Leipsic (CSKA)   | +8               | Andriej Siergiejew (Din. Moskwa) | 2               | Andriej Mironow (Saławat) | 34         |

- Pierwsze miejsce w klasyfikacji średniego czasu gry w meczu wśród obrońców:  Chay Genoway (Awtomobilist) – 25,59 min.
- Pierwsze miejsce w klasyfikacji średniego czasu gry w meczu wśród napastników:  Shane Prince (Mińsk) – 23:16 min.
- Pierwsze miejsce w klasyfikacji liczby zablokowanych strzałów:  Ville Pokka (Awangard) – 88
- Pierwsze miejsce w klasyfikacji wykonanych uderzeń ciałem:  Klim Kostin (Awangard) – 99

### Skład triumfatorów
Skład zdobywcy Pucharu Gagarina – drużyny Awangardu Omsk – w sezonie 2020/2021:
| Sztab trenerski: - Bob Hartley – główny trener - Jacques Cloutier – trener - Dmitrij Riabykin – trener - Konstantin Szafranow – trener - Siergiej Zwiagin – trener bramkarzy |  | Bramkarze: - Igor Bobkow - Šimon Hrubec - Gieorgij Dubrowski Obrońcy: - Aleksiej Bieriegłazow - Siemion Czistiakow - Maksim Czudinow - Kirył Hatawiec - Aleksiej Jemielin - Oliwer Kaski - Ville Pokka - Aleksiej Sołowjow - Damir Szaripzianow |  | Napastnicy: - Reid Boucher - Aleksandr Chochłaczow - Jegor Czinachow - Pawieł Diedunow - Nail Jakupow - Ilja Kabłukow - Corban Knight - Nikita Komarow - Klim Kostin - Ilja Kowalczuk - Aleksiej Potapow - Jiří Sekáč - Kiriłł Siemjonow - Andrej Staś - Siergiej Szumakow - Siergiej Tołczinski - Dienis Ziernow |

## Nagrody, trofea i wyróżnienia
- Puchar Otwarcia: Ak Bars Kazań
- Puchar Kontynentu: CSKA Moskwa
- Trofeum za zwycięstwo w Konferencji Wschód w fazie play-off: Awangard Omsk
- Trofeum za zwycięstwo w Konferencji Zachód w fazie play-off: CSKA Moskwa
- Nagroda Wsiewołoda Bobrowa (dla najskuteczniejszej drużyny w sezonie): Awangard Omsk (238 goli w 84 meczach – 180 w 60 meczach sezonu regularnego plus 58 goli w 24 spotkaniach fazy play-off)
- Puchar Gagarina: Awangard Omsk

Z powodów problemów konstrukcyjnych hali Arena Omsk drużyna Awangardu od 2018 rozgrywała swoje mecze w roli gospodarza w mieście Bałaszycha.

### Zawodnicy miesiąca i etapów
Od początku historii rozgrywek są przyznawane nagrody indywidualne w czterech kategoriach odnośnie do pozycji zawodników (bramkarz, obrońca, napastnik oraz pierwszoroczniak) za każdy miesiąc, wzgl. etap w fazie play-off.
| Miesiąc                  | Bramkarz                               | Obrońca                               | Napastnik                                  | Pierwszoroczniak                |
| ------------------------ | -------------------------------------- | ------------------------------------- | ------------------------------------------ | ------------------------------- |
| Wrzesień 2020            | Emil Garipow (Awangard Omsk)           | Chay Genoway (Awtomobilist)           | Aleksiej Makiejew (Awtomobilist)           | Jegor Czinachow (Awangard Omsk) |
| Październik 2020         | Edward Pasquale (Łokomotiw Jarosław)   | Daniił Miromanow (HK Soczi)           | Justin Danforth (Witiaź Podolsk)           | Jegor Czinachow (Awangard Omsk) |
| Listopad 2020            | Dominik Furch (Dynama Mińsk)           | Aleksiej Jemielin (Awangard Omsk)     | Dmitrij Jaškin (Dinamo Moskwa)             | Iwan Czechowicz (Torpedo)       |
| Grudzień 2020            | Aleksandr Jeriomienko (Dinamo Moskwa)  | Sciapan Falkouski (Dynama Mińsk)      | Stéphane Da Costa (Ak Bars Kazań)          | Iwan Czechowicz (Torpedo)       |
| Styczeń 2021             | Edward Pasquale (Łokomotiw Jarosław)   | Philip Holm (Mietałłurg Magnitogorsk) | Shane Prince (Dynama Mińsk)                | Aleksandr Aleksiejew (Saławat)  |
| Luty 2021                | Lars Johansson (CSKA Moskwa)           | Nick Bailen (Traktor Czelabińsk)      | Dmitrij Jaškin (Dinamo Moskwa)             | Klim Kostin (Awangard Omsk)     |
| Ćwierćfinały konferencji | Edward Pasquale (Łokomotiw Jarosław)   | Andriej Siergiejew (Dinamo Moskwa)    | Nikołaj Gołdobin (Mietałłurg Magnitogorsk) | Alaksiej Protas (Dynama Mińsk)  |
| Półfinały konferencji    | Magnus Hellberg (SKA Sankt Petersburg) | Ville Pokka (Awangard Omsk)           | Konstantin Okułow (CSKA Moskwa)            | Jegor Czinachow (Awangard Omsk) |
| Finały konferencji       | Lars Johansson (CSKA Moskwa)           | Mat Robinson (CSKA Moskwa)            | Dmitrij Woronkow (Ak Bars Kazań)           | Klim Kostin (Awangard Omsk)     |
| Puchar Gagarina          | Šimon Hrubec (Awangard Omsk)           | Damir Szaripzianow (Awangard Omsk)    | Reid Boucher (Awangard Omsk)               | Klim Kostin (Awangard Omsk)     |

### Nagrody indywidualne
Ceremonia Zamknięcia sezonu odbyła się 8 czerwca 2021 i tradycyjnie miała miejsce w Bavrikha Luxury Village pod Moskwą. Lista nagród:
- Nagroda dla najskuteczniejszego strzelca sezonu: Dmitrij Jaškin (Dinamo Moskwa) – 38 goli w sezonie zasadniczym.
- Nagroda dla najlepiej punktującego zawodnika (punktacja kanadyjska): Wadim Szypaczow (Dinamo Moskwa) – w sezonie regularnym uzyskał 67 punktów za 20 goli i 47 asyst.
- Nagroda dla najlepiej punktującego obrońcy (punktacja kanadyjska): Chris Wideman (Torpedo Niżny Nowogród) – w sezonie regularnym uzyskał 41 punktów za 9 goli i 32 asysty.
- Nagroda dla zawodnika legitymującego się najlepszym współczynnikiem w klasyfikacji „+,-” w sezonie regularnym: Brian O’Neill (Jokerit) – uzyskał wynik +30 w 54 meczach.
- Najlepsza Trójka (dla najskuteczniejszego tercetu napastników w sezonie regularnym): Markus Granlund, Teemu Hartikainen, Sakari Manninen (Saławat Jułajew Ufa) – wspólnie zgromadzili 63 gole.
- Złoty Kij – Najbardziej Wartościowy Gracz (MVP) sezonu regularnego: Wadim Szypaczow (Dinamo Moskwa).
- Mistrz Play-off – Najbardziej Wartościowy Gracz (MVP) fazy play-off: Siergiej Tołczinski (Awangard Omsk).
- Najlepszy Bramkarz Sezonu (w wyniku głosowania trenerów): Edward Pasquale (Łokomotiw Jarosław).
- Nagroda dla najlepszego pierwszoroczniaka sezonu KHL im. Aleksieja Czeriepanowa: Jegor Chinachow (Awangard Omsk).
- Złoty Kask (przyznawany sześciu zawodnikom wybranym do składu gwiazd sezonu):
  - Edward Pasquale (Łokomotiw Jarosław) – bramkarz,
  - Oliwer Kaski (Awangard Omsk) – obrońca,
  - Mat Robinson (CSKA Moskwa) – obrońca,
  - Wadim Szypaczow (Dinamo Moskwa) – napastnik,
  - Konstantin Okułow (CSKA Moskwa) – napastnik,
  - Dmitrij Jaškin (Dinamo Moskwa) – napastnik.
- Nagroda za Wierność Hokejowi (dla największego weterana i ambasadora gry w hokeja): Pawieł Daciuk (Awtomobilist Jekaterynburg).
- Nagroda dla Najlepszego Trenera Sezonu: Bob Hartley (Awangard Omsk).
- Nagroda Walentina Sycza (przyznawana prezesowi, który w sezonie kierował najlepiej klubem): Aleksandr Kryłow (prezydent klubu Awangard Omsk).
- Nagroda Andrieja Starowojtowa (Złoty Gwizdek) dla najlepszego sędziego głównego sezonu: Wiktor Gaszyłow.
- Nagroda Michaiła Galinowskiego (Złoty Gwizdek) dla najlepszego sędziego liniowego sezonu: Nikita Szałagin.
- Nagroda Bezcennej Ligi: Anna Ganżyna (bezcenny kibic), Pawieł Daciuk (bezcenny zawodnik) – oboje z klubu Awtomobilist Jekaterynburg
- Nagroda dla najlepszej zawodniczki Żeńskiej Hokejowej Ligi: Walentina Mierkuszewa (SKIF).